# 信息几何

所有正态分布的集合构成具有双曲几何的统计流形。

信息几何是用微分几何研究概率论和统计学的交叉学科。
这门学科研究统计流形，即点与概率分布相对应的黎曼流形。

## 引言
从历史上看，信息几何可追溯到卡利安普迪·拉达克里希纳·拉奥的工作，他首先将费希尔矩阵视为黎曼度量。现代理论主要归功于甘利俊一，他的工作对该领域产生了重大影响。
经典的信息几何将有参概率模型视作黎曼流形。对于这类模型，可自然选择出黎曼度量，即费希尔信息度量。在概率模型为指数族时，有可能用黑塞度量（即凸函数的势给出的黎曼度量）导出统计流形，这时流形会自然继承两个平面仿射联络，以及正规布雷格曼散度。历史上，许多工作都致力于研究这些例子的相关几何。在现代背景下，信息几何适用于更广泛的背景，包括非指数族、非参数统计，甚至是不从已知概率模型导出的抽象统计流形。这些结果结合了信息论、仿射微分几何、凸分析等众多领域的技术。
该领域的标准参考书是甘利俊一与长冈浩司的《信息几何方法》及Nihat Ay等人的最新著作。Frank Nielsen在调查报告中做了较温和的介绍。2018年，《信息几何学》期刊正式创立，专门讨论该领域。

## 应用
作为一个跨学科领域，信息几何已被广泛应用于各种领域，主要应用于统计分析、控制理论、神经网络、量子力学、信息论等领域。
下面是不完整的清单：
- 统计推断[8]
- 时间序列与线性系统
- 过滤问题[9]
- 量子系统[10]
- 神经网络
- 机器学习
- 统计力学
- 生物学
- 统计学[11] [12]
- 金融数学[13]